# Barranc dels Millars
El barranc dels Millars és un barranc del terme municipal de Conca de Dalt, al Pallars Jussà, dins de l'antic terme d'Aramunt, al Pallars Jussà.
Es forma al nord del Serrat de Narçà, entre els Clots -llevant- i Moscat, des d'on davalla en un primer tram cap al nord per després anar girant en un arc fins a emprendre la direcció oest-sud-oest. Passa entre Casa Oliva (nord-oest) i Casa Carlà (sud-est), i s'adreça al costat nord de lo Petirro, casa a la qual fa la volta des del nord-est fins al sud-oest. Un cop depassada la casa, travessa la Carretera d'Aramunt i al nord de la Borda de l'Andreu gira cap a ponent per tal d'abocar-se de seguida en la Noguera Pallaresa a les aigües del pantà de Sant Antoni.